# Вигнанка (Більський повіт)
Вигнанка (Виґнанка, пол. Wygnanka) — село в Польщі, у гміні Соснувка Більського повіту Люблінського воєводства. Населення — 127 осіб (2011).

## Історія
За даними етнографічної експедиції 1869—1870 років під керівництвом Павла Чубинського, у селі переважно проживали греко-католики, які розмовляли українською мовою.
У 1975—1998 роках село належало до Білопідляського воєводства.

## Демографія
Демографічна структура станом на 31 березня 2011 року:
|          | Загалом | Допрацездатний вік | Працездатний вік | Постпрацездатний вік |
| -------- | ------- | ------------------ | ---------------- | -------------------- |
| Чоловіки | 70      | 13                 | 45               | 12                   |
| Жінки    | 57      | 7                  | 29               | 21                   |
| Разом    | 127     | 20                 | 74               | 33                   |

## Особистості

### Народилися
- Євген Пастернак (1907—1980) — український громадський і кооперативний діяч, інженер та історик-аматор.